# Upplands runinskrifter 845
Upplands runinskrifter 845 är en vikingatida runsten av rödgrå granit vid Viggby (nu Viggeby) bro, Dalby socken och Uppsala kommun. Stenen var försvunnen sedan 1800-talet, men ett fragment av den återfanns 1961.
Det återfunna fragmentet är av granit, 0,9 meter långt och med en största bredd på 0,52 meter. Runhöjden är 7 centimeter. Ristningen är imålad med grått. Fragmentet påträffades 1961 i samband med upptagning av stenfyllning till den gamla brons fästen. Fragmentet utgör nedre högra delen av runstenen. Äldre uppgifter tyder på att runstenen tidigare stått på östra sidan av bron. Den ursprungliga runstenen var ungefär 1,8 meter hög och ungefär 1,5 meter bred (vid basen).

## Inskriften
Translitterering av runraden:
[kisl × auk × oskaiʀ raistu stain × þina| |aftiʀ biarn buruþur ×] sin · onon · eftiʀ · faþ[ur sin]
Normalisering till runsvenska:
Gisl ok Asgæiʀʀ ræistu stæin þenna æftiʀ Biorn, broður sinn, annan æftiʀ faður sinn.
Översättning till nusvenska:
Gisl och Åsger reste denna sten efter Björn, sin broder, den andra efter sin fader.
De tre bröderna som nämns på stenen, Gisl, Åsger och Björn, lät tidigare tillsammans resa U 844 efter sin fader Torsten. Stenarna är dock inte ristade av samma runristare.